# Eleições gerais no Uruguai em 2004
As eleições gerais do Uruguai de 2004 ocorreram no domingo, 31 de outubro de 2004 . Nas eleições, além do presidente e do vice-presidente, foram eleitos 99 deputados e 30 senadores  O vencedor , Tabaré Vázquez, recebeu 51,68 % dos votos e, portanto, alcançou a maioria absoluta. Portanto, não foi necessário um segundo turno 

## Contexto
O candidato de centro-esquerda Tabaré Vázquez foi o vencedor com 51,67% dos votos válidos, segundo resultado oficial anunciado pela Justiça Eleitoral do Uruguai em 6 de novembro, sendo proclamado presidente em 8 de novembro.  Assumiu o cargo em 1º de março de 2005, substituindo o presidente anterior Jorge Batlle.
Juntamente com a eleição do Presidente, foi votado o cargo de vice-presidente, correspondente a Rodolfo Nin Novoa, e os cargos dos 30 senadoresres e 99 deputados.  O Senado da XVI Legislatura era composto por 16 senadores da Frente Ampla, 11 de Partido Nacional e 3 do Partido Colorado.  Por sua vez, a Câmara dos Deputados conta com 52 membros da Frente Ampla, sendo 36 brancos, 10 vermelhos e 1 do  Partido Independente.
Além disso, uma das cédulas de votação correspondeu ao plebiscito de uma reforma constitucional relativa à exploração estatal dos serviços de água potável e saneamento, vencendo a opção Sim, com a qual foram declarados serviço essencial e patrimônio nacional.